# شاوارش آلکسانیان
شاوارش همایاکی آلکسانیان (ارمنی: Շավարշ Հմայակի Ալեքսանյան؛ زادهٔ ۲۵ اکتبر ۱۹۳۵ - درگذشته ۲۶ آوریل ۱۹۹۴) سیاستمدار اهل ارمنستان بود که از تاریخ مه تا تاریخ اوت ۱۹۹۰ سمت وزارت کشاورزی ارمنستان را برعهده داشت.

## زندگی‌نامه
در ۲۵ اکتبر ۱۹۳۵ در سالوت به دنیا آمد و از انستیتو دام‌پروری و دام‌پزشکی ایروان فارغ‌التحصیل شد.  وی در ۲۶ آوریل ۱۹۹۴ در سن ۵۸ سالگی درگذشت.